# Alfréd Hajós
Alfréd Hajós (1. února 1878, Budapešť, Rakousko-Uhersko – 2. listopadu 1955, Budapešť, Maďarsko) byl maďarský plavec a architekt. Byl prvním moderním olympijským šampiónem v plavání a prvním maďarským olympijským vítězem z letních olympijských her v Athénách v roce 1896.
Narodil se v Budapešti jako Arnold Guttmann. Ve věku 13 let, kdy se stal stejně dobrým plavcem jako jeho otec, který se utopil v Dunaji, přijal kvůli své další sportovní kariéře maďarské příjmení Hajós (maďarsky námořník). V roce konání olympijských her studoval architekturu. Získal sice povolení univerzity k účasti na soutěžích, ale nebylo to snadné. Po návratu na Polytechnickou univerzitu mu děkan negratuloval k jeho sportovnímu úspěchu na olympiádě, ale místo toho mu řekl: "Vaše medaile mne nezajímá, ale nemohu se dočkat, až uslyším vaše odpovědi při vaší příští zkoušce."

## Olympijské hry 1896
V roce 1896 se plavecké soutěže na olympijských hrách konaly ve Středozemním moři. Ve svých 18 letech získal dvě zlaté medaile v extrémně chladném počasí (teplota vody byla asi 10 stupňů Celsia) a na pobřeží dorážely až 4 m velké vlny. Vyhrál závod na 100 m volným stylem v čase 1:22.2 a závod na 1200 metrů volným stylem s časem 18:22.2. Chtěl vyhrát všechny tři vzdálenosti, ale závod na 500 metrů volným stylem následoval ihned po závodu na 100 m a bezprostředně po něm následoval závod na 1200 metrů. I když si před závodem na 1200 metrů namazal celé tělo centimetrovou vrstvou tuku, ukázalo se to být malou ochranou proti studené mořské vodě. Po vítězství v závodě se přiznal, že vůle k přežití zcela překonala jeho touhu po vítězství. Při slavnostní večeři na počest olympijských vítězů se ho řecký korunní princ ptal, kde se naučil tak dobře plavat. Na to mu odpověděl: „Ve vodě“. Na druhý den ráno athénské noviny Akropolis zobrazily Hajóse s podtitulkem „Maďarský delfín“. V Athénách se stal nejmladším olympijským vítězem.

## Kariéra
Před athénskými olympijskými hrami se stal evropským šampiónem v závodě na 100 m volným stylem v roce 1895 a 1896. Byl všestranným atletem, vyhrál maďarské mistrovství v běhu na 100 metrů v roce 1898, také závod na 400 metrů překážek a titul získal i v hodu diskem. Byl reprezentantem Maďarska ve fotbalu, hrál v reprezentačním výběru v letech 1901, 1902 a 1903. V letech 1897 až 1904 byl také fotbalovým rozhodčím a v roce 1906 se stal trenérem maďarského národního fotbalového mužstva.

V roce 1924 se Hajós, v té době architekt specializující se na sportovní zařízení, účastnil uměleckých soutěží v průběhu olympijských her v Paříži. Jeho plán výstavby stadionu, vymyšlený společně s Dezső Lauberem (tenistou, účastníkem olympijských her v roce 1908), byl oceněn stříbrnou medailí, přičemž porota neudělila zlatou medaili.

Nejznámějším sportovním areálem, který navrhl, je plavecký stadion postavený na dunajském ostrově Margit sziget (Markétin ostrov) v Budapešti. Bazén byl vybudován v roce 1930 a byl v letech 1958, 2006 a 2010 místem konání evropského šampionátu ve vodních sportech a v roce 2006 se tam konal Světový pohár FINA ve vodním pólu mužů.

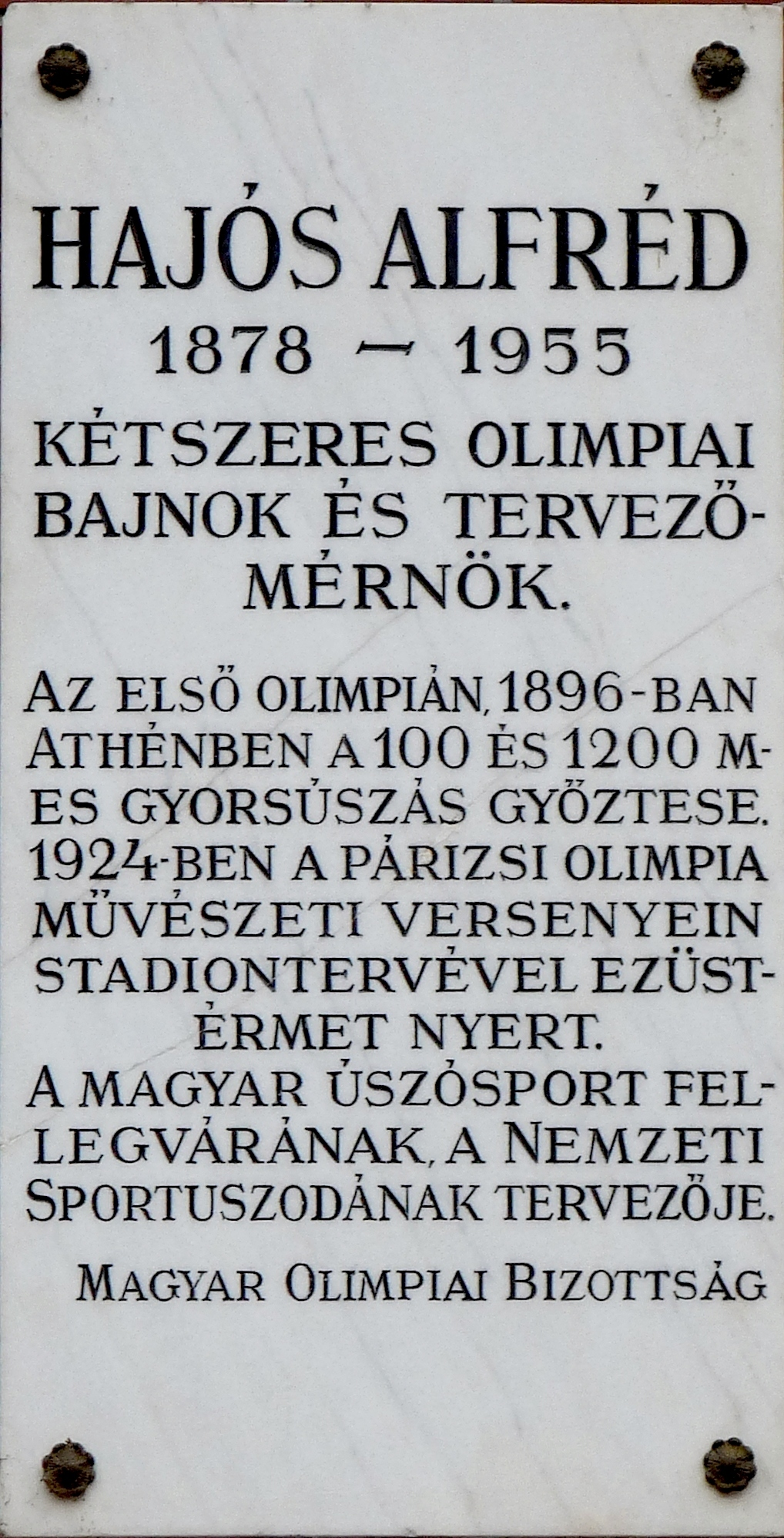
Pamětní deska na plaveckém bazénu

V roce 1953 obdržel od MOV olympijský diplom za zásluhy. Byl uveden do mezinárodní plavecké Dvorany slávy a v roce 1981 byl také uveden do mezinárodní židovské sportovní Dvorany slávy. Jeho bratr Henrik Hajós vyhrál v roce 1906 zlatou medaili v závodě plaveckých štafet na 4x250 m volným stylem na vložených hrách v Athénách.

## Realizované budovy
Jeho první návrhy byly v secesním a eklektickém stylu, později se obrátil k moderně a byl ovlivněn italským stylem:
- Gymnázium Janka Francisci-Rimavského, Levoča (1913)
- hotel Aranybika, Debrecín
- hotel Andrássy Budapešť
- Lőcseyova střední škola, Debrecín
- protestantské církevní centrum, Budapešť
- Ujpest FC's UTE stadion, Újpest, Megyeri ut (1922), Budapešť
- plavecký stadion, Budapešť, Margitsziget (dnes nese jeho jméno)
- Millenáris Sportpálya, Budapešť XIV
- sportovní hřiště v Miskolci, Pápě, Szegedu a Kaposváru
- dívčí škola, Bratislava
- Nepkert Vigadó, Miskolc, Nepkert
- plavecké lázně, Szeged (Ligetfürdő, 1930)

### Galerie

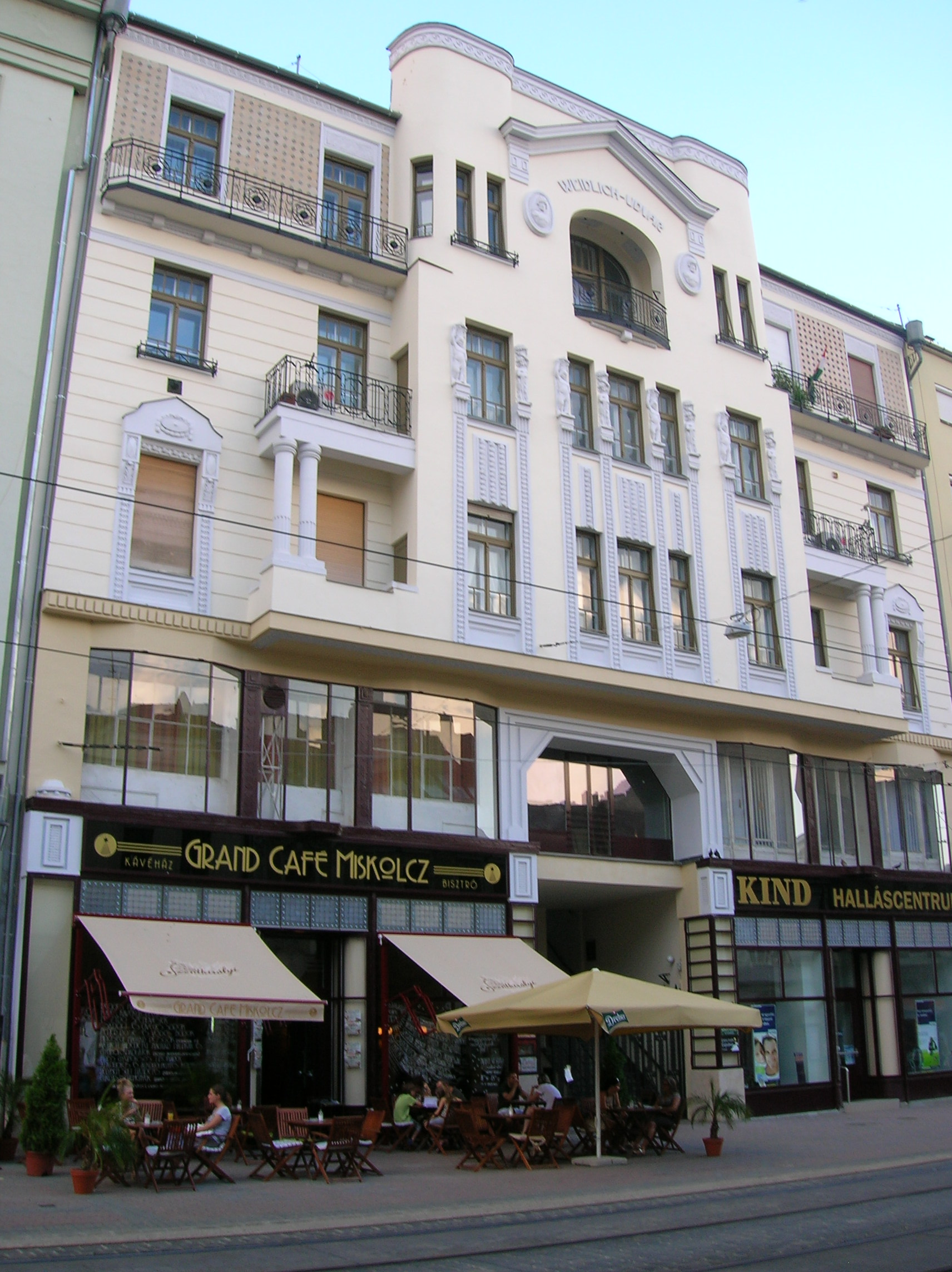
Weidlichův dům v Miškovci (1912)
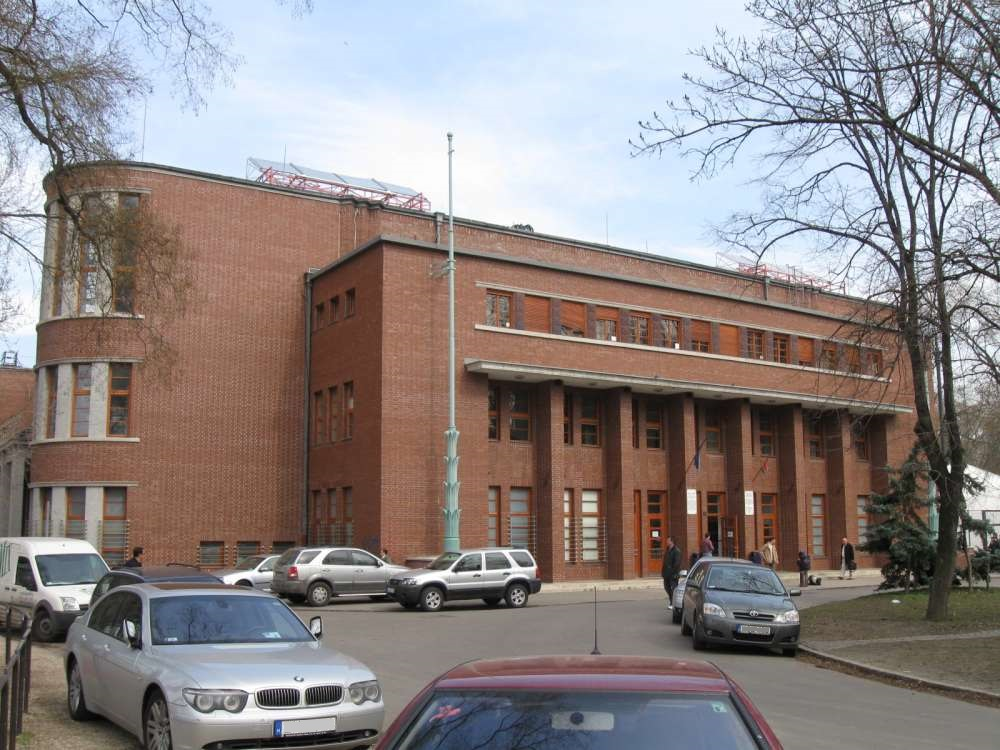
Plavecký stadión Alfréda Hajóse v Budapešti (1930)
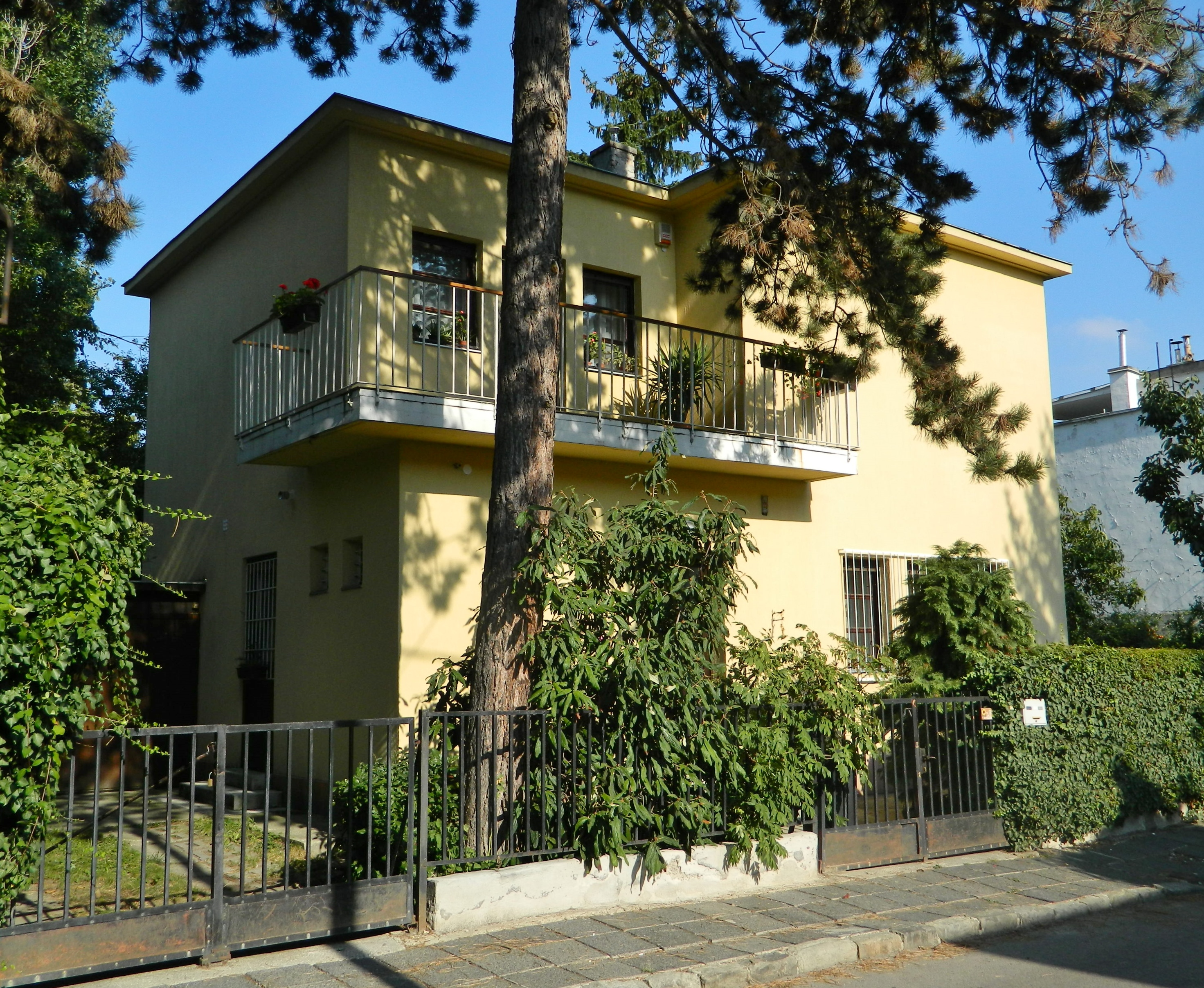
Dům ve stylu bauhaus v ulici Napraforgó 17, Budapešť